# Zaphne nearctica
Zaphne nearctica är en tvåvingeart som först beskrevs av Huckett 1965.  Zaphne nearctica ingår i släktet Zaphne och familjen blomsterflugor. Inga underarter finns listade i Catalogue of Life.